# Senai Berhane
Senai Berhane (Stoccolma, 18 aprile 1989) è un ex calciatore svedese naturalizzato eritreo, di ruolo difensore o centrocampista.

## Carriera

### Club
La sua carriera si è svolta nelle serie minori svedesi. Al massimo è arrivato a disputare il campionato di Division 2, la quarta serie nazionale, con le maglie di Råsunda IS, Rotebro IS e Sundbybergs IK.

### Nazionale
Ha debuttato con la Nazionale eritrea il 10 ottobre 2015 in Eritrea-Botswana (0-2), partita valevole per l'andata del primo turno delle qualificazioni ai Mondiali 2018. Tre giorni dopo ha disputato anche la gara di ritorno. In quelle due stesse partite ha debuttato con l'Eritrea anche Henok Goitom, altro giocatore nato in Svezia.